# Garmsar
Garmsar (persiska: گرمسار) är en stad i provinsen Semnan i norra Iran. Folkmängden uppgår till cirka 50 000 invånare.
Garmsar har tati och persisk majoritet. Persiska och Tati är huvudspråken i Garmsar. Andra språk som azeriska och kurdiska talas fortfarande av äldre människor från olika etniciteter som Osanlu (azari) och Pazuki, Gharachorloo samt Shadloo (kurdiska).